# Пинд (река)
Вижте пояснителната страница за други значения на Пинд.
Пинд (на гръцки: Πίνδος) е най-дългия и пълноводен приток на река в Кефисос. Другото съвременно име на реката е Канианитис (на гръцки: Κανιανίτης).
Водосборният ѝ басейн обхваща планините Гиона и Ета.
На реката се е намирал античния град Пинд в страната Дорида. 